# Gstadt am Chiemsee
Gstadt am Chiemsee è un comune tedesco di 1 388 abitanti, situato nel land della Baviera.